# Friedrich Cramer
Friedrich Cramer (ur. 1923, zm. 2003) – niemiecki chemik oraz biochemik, profesor Instytutu Maxa Plancka w Getyndze. Prowadził badania nad związkami fosforoorganicznymi oraz strukturami i funkcjami transferowych kwasów nukleinowych. 
W 1980 r. został członkiem zagranicznym PAN.